# Плевля
Пле́вля (черног. Пљевља/Pljevlja) — город на севере Черногории, административный центр одноимённого муниципалитета. Находится на высоте 770 м над уровнем моря. Третий по величине город Черногории. Население — 30 786 жителей (2011).
Плевля — город с исторически богатым прошлым, место встречи разных цивилизаций. Oдин из древнейших городов Старой Сербии, центр исторической области государства Рашка. В 1462 году стал частью владений султана, с построением караван-сарая и организационной структуры управления, для торговых караванов, связывающих прибрежные районы Дубровника и Котора с внутренними районами. Город являлся ключевым историческим пунктом, связывающим дороги между Венецианской республикой и Османской империей.
Муниципалитет граничит с муниципалитетами: Приеполе, Жабляк, Биело-Поле и Мойковац. Площадь 1346 км². Высочайшая точка муниципалитета — гора Любишня (2238 м), самая низкая — каньон реки Тара (529 м). Плевля — самый важный город горной промышленности, лесной промышленности и энергетики Черногории.

## История

### Доисторические времена
Первые человеческие поселения на территории Плевли датируются вторым тысячелетием до н. э., ранний бронзовый век. Доказательства можно найти в пещере Малишина недалеко от современной Плевли.

### Времена Римской империи

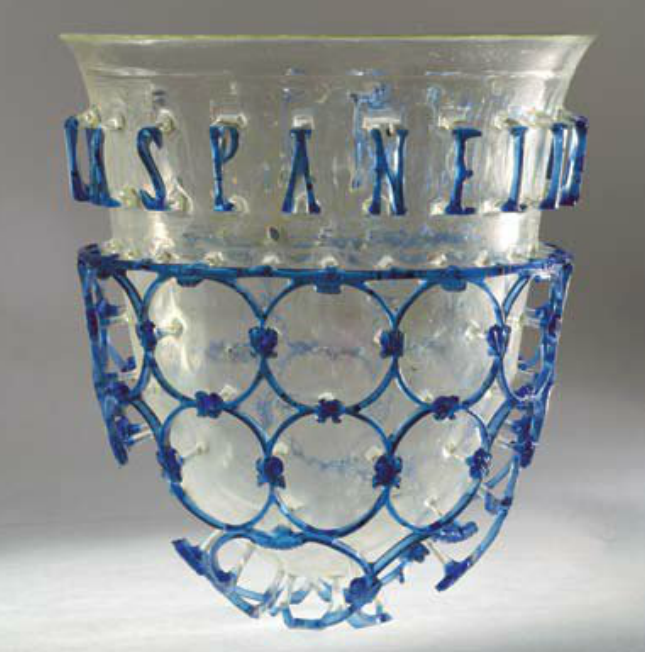
Кёльнская диатрета с надписью в верхней части по кругу Vivas Panelleni Bonas, IV век

Первым цивилизованным населением на этой территории было иллирийское племя Пирустов, жившее здесь до вторжения римлян в I веке н. э. Римляне построили собственный город на руинах иллирийского и назвали его Муниципиум С (лат. Municipium S). На территории, которую занимает современная Черногория, город был вторым по размеру после Диоклеи. Он был крупным торговым и религиозным центром римской провинции Далмация. Большое количество ценностей, таких как ювелирные украшения, стеклянные вазы и глиняные изделия, было найдено при раскопках старого города. Самой ценной находкой является диатрета синего стекла, датируемая IV веком н. э.

### Средневековье
Славянское племя Бобовци окончательно заселило этот регион к VI веку и основало город Брезница (современная Плевля), впервые упомянутый в 822 году. Название города происходит от славянского слова для обозначения берёзы, также как у одноимённой реки, рядом с которой образовался приход Брезницa.
Через Брезницу пролегали пути из Дубровника, Триеста и Котора в Константинополь, Сараево и Белград.
Это послужило причиной открытия в Брезницe первой таможни в 1338 году. С 14 века город имел два названия: Брезницa и Плевля. После развала империи Стефана Душана управление городом находилось в руках великого князя Сандаля Храничa Косача, воеводы Хума, который владел землями от Шчепан-поля и Конавли до Дубровника. После смерти Сандаля Храничa в 1435 году власть перешла к сыну его брата, Стефану Вукшичу, который решительно начал бороться с сектами Богумилов, которые пытались проникнуть в основанное им Герцогство Святого Саввы. 1 сентября 1462 года город был сдан османам.

### Времена Османской империи
Новое имя города — Плевля — не использовалось на протяжении веков, потому что после захвата османы дали ему название Ташлиджа (Таслиджа, тур. Taşlıca — «Каменная ванна»). Османы определили город как «касаба» — крупное поселение без крепости. В XV и XVI веках в городе велось активное строительство: в 1465 году был построен Свято-Троицкий монастырь, в 1569 мечеть Хусейн-паши. В начале XVI века была построена система канализации. В 1572 году турки перенесли сюда в Ташлиджу центр Герцеговинского санджака из Фочи. Город стал быстро застраиваться, количество дворов в течение века увеличилось более чем в два раза: в 1570 году их насчитывалось около 300, а в XVII веке их число выросло до 650 в самом городе, и 400 в пригородах.
В XVII веке была построено первое медресе — мусульманская религиозная школа. В XVIII веке появился водопровод. Русский консул, посетивший Ташлиджу в начале XIX века, писал, что это прекрасный восточный город с садами и фонтанами, мечетями и церквями, с более чем 800 дворами и населением около 7000 жителей. Всё это делало Ташлиджу вторым после Мостара городом в Герцеговинском санджаке. Однако дальнейшему процветанию Ташлиджы помешали два крупных пожара, спаливших город практически дотла. Экономика была подорвана, и в 1833 году центр санджака был перенесён в Мостар. С этого момента развитие города приостановилось на долгое время.
Уроженцами Плевли были командиры герцеговинских чет (партизанских отрядов): Ристан Шарац и Мичо Глушчевич (Мићо Глушчевић) — участники Шаранцимской битвы 1866 года.
В 1875 году в Плевлe вспыхнуло антиосманское восстание. После его поражения масса плевличан бежала в сербские города Ужице и Валево. В 1878 году, в соответствии с решением Берлинского конгресса, Босния, Герцеговина и вновь образованный Новопазарский Санджак были оккупированы Австро-Венгрией. Формально эти территории остались под османским суверенитетом. Плевля была включена в состав Новопазарского санджака. В Плевле осело около 5000 австрийских солдат и офицеров с жёнами и детьми. Для города началась новая эра. Австрийцы перестроили Плевлю в современный западный город с отелями, книжными магазинами и театром. В Плевле проходили различные культурные мероприятия. Первая аптека была открыта в 1879 году, фото-салон в 1892 году, в 1880 году госпиталь, пивоварня (Šećerović) в 1889 году. В 1880 году Плевля стала центром Ташлякского (Плевальского) санджака (просуществовавшего до 1912 года).
В 1908 году Плевля вновь подпала под османскую власть.

### Новейшая история
27 октября 1912 года, в ходе 1-й Балканской войны, Плевля была освобождена от турецкого ига Восточным отрядом (Istočni odred) Черногорской армии, коим командовал генерал Янко Вукотич. В 1913 году Плевля вошла в состав королевства Черногория, а после Первой мировой войны стала частью Зетской бановины королевства Сербов, Хорватов и Словенцев. Во время Первой мировой войны Плевская дивизия, в составе Черногорской армии, сражалась под Мойковацем. Во время Второй мировой войны Плевля была оккупирована немцами, затем вошла в состав Независимой Державы Хорватской. Мусульмане Плевли, Белого Поля и Приеполя в адресе на имя Павелича изъявили свою лояльность НДХ. Во сентябре 1941 года хорватские усташи были принуждены уступить Новопазарский санджак итальянцам, оккупировавшим Черногорию. 1 декабря 1941 года произошла Плевская битва между титовскими партизанами и итальянским гарнизоном — крупнейшее на тот момент сражение на Балканах. В конце 1943 года Плевлю снова оккупировали немцы. 20 ноября 1944 года Плевля была взята контингентами НОАЮ, и этот день теперь отмечается как день муниципалитета Плевли. После Второй мировой войны Плевля была окончательно закреплена за Черногорией.

## Население
Плевля — административный центр одноименного муниципалитета, с населением 31 060 человек (согласно предварительным данным переписи 2011 г.). Население самого города 19 136 человек. Плевля — единственный населенный пункт в муниципалитете, где число жителей превышает 1000 человек. Население города представлено сербским большинством.
Население города:
Перепись 1981 года — 16 792 человек
Перепись 1991 года — 20 889 человек
Перепись 2003 года — 21 377 человек
Перепись 2011 года — 19 136 человек
Перепись 2023 года — 24 134 человек (муниципалитет)
Национальный состав по данным переписи 2023 года (муниципалитет)
| Национальность            | Число  | Процент |
| ------------------------- | ------ | ------- |
| Сербы                     | 16 027 | 66,41 % |
| Черногорцы                | 4 378  | 18,14 % |
| Боснийцы                  | 1 765  | 7,31 %  |
| Mусульмане                | 797    | 3,30 %  |
| Хорваты                   | 11     | 0.05 %  |
| Другие                    | 465    | 1.93 %  |
| Не назвали национальности | 691    | 2.86 %  |
| Всего                     | 24 134 | 100 %   |

## Экономика
Плевля — один из крупнейших промышленных центров Черногории.
В 1952 году в районе началась добыча угля, здесь добывается 100 % всего черногорского угля, добычей занимается АО «Рудник Угля». Из-за близости энергоносителей, в городе расположена единственная в Черногории тепловая электростанция. ТЭС «Плевля» ежегодно производит до 950 ГВатт электроэнергии, что покрывает 25 % потребности Черногории в электричестве. Электростанция была запущена 21 октября 1982 года, и с тех пор произвела 26 285 ГВатт электроэнергии.
В муниципалитете ведётся добыча олова и цинка. Так же Плевля — основной центр деревообрабатывающей промышленности Черногории.
Регион имеет огромный потенциал для развития экотуризма, зимних видов спорта.

## Достопримечательности

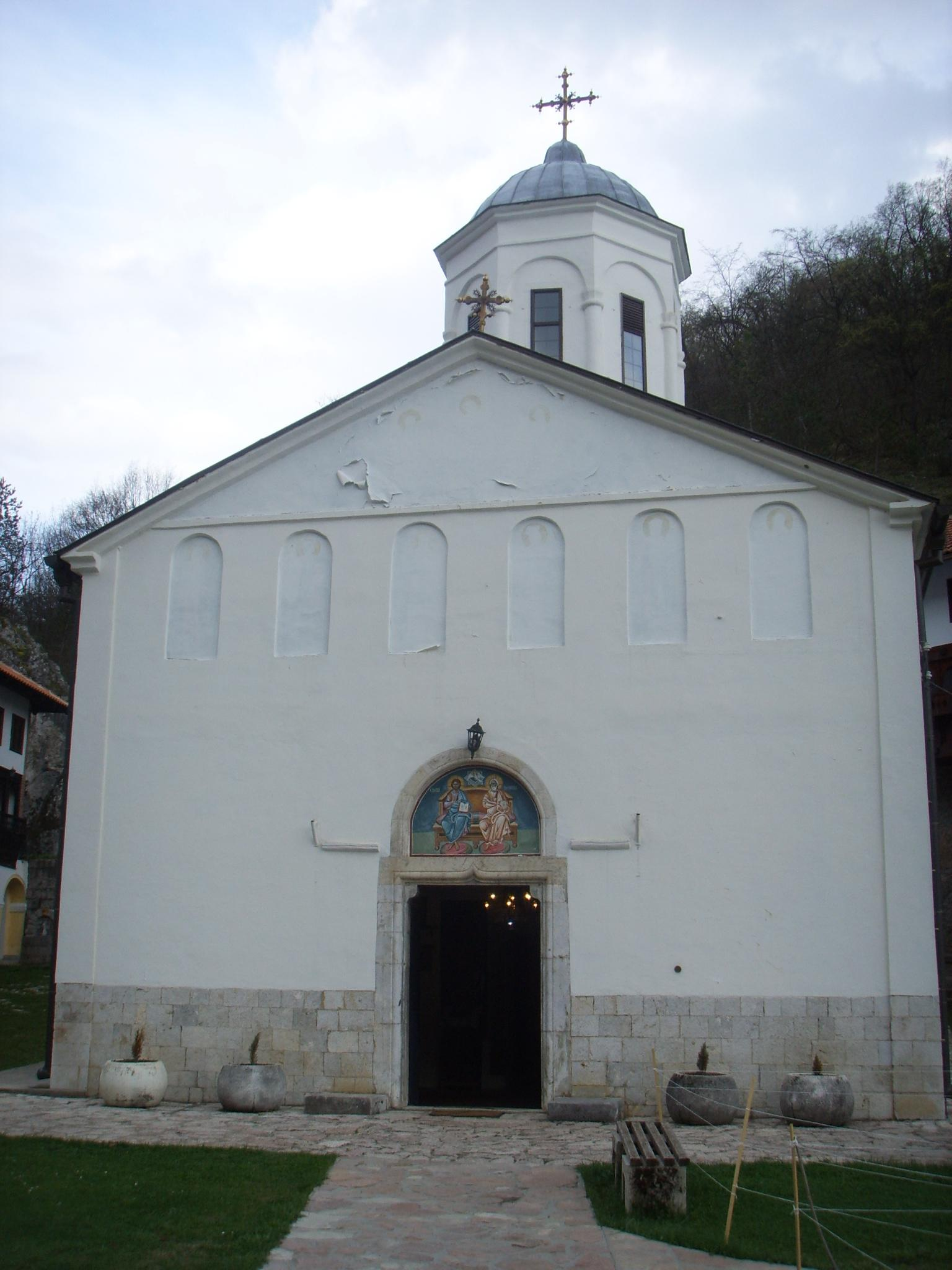
Монастырь Святой Троицы

Свято-Троицкий Плевский монастырь
Свято-Троицкий Плевский монастырь, где крещён был Патриарх Сербский Варнава, издавна являлся одним из главных центров духовной, просветительской и культурной жизни северной части Черногории. Особенно сильно это проявилось в годы турецкого владычества. Точной даты возведения обители не сохранилось. По разным источникам можно с известной долей условности отнести её к XV веку.
А первое упоминание о ней, уже документально подтвержденное, встречается в летописях 1537 года. Свои нынешние очертания монастырь приобрел в XVI веке и при всех последующих перестройках пытались не нарушать его традиционный облик. В это же время при настоятеле Виссарионе появилась церковь Святой Троицы. Выполнена она в виде однонефного храма в рашском архитектурном стиле с использованием вычурных резных элементов. Росписью стен занимался балканский иконописец Страхиня Будимлянин. Фрески с изображениями сюжетов из Святого Писания вполне прилично сохранились до наших дней.
Несколько веков мастерские по переписке книг позволяли обители считаться одним из крупнейших распространителей церковной литературы. Каждый из таких фолиантов, снабженный иллюстрациями монастырских иконописцев, был настоящим произведением искусства. Некоторые из них, а также редкие экземпляры первых печатных изданий, до сих пор хранятся здесь. Помимо литературных сокровищ в храме имеется коллекция икон, старинная церковная утварь и множество других святынь.
Мечеть Хусейн-паши — восточное сооружение, построенное в 1569 году под патронажем Хусейн-паши Боляныча. Это памятник восточной архитектуры на Балканах. Мечеть имеет самый высокий на Балканах 42-х метровый минарет. В мечети хранятся такие исторические ценности, как религиозные манускрипты и книги, египетский ковёр XVII века, а также Коран XVI века.
Городской музей. В музее представлено более пяти тысяч экспонатов разных эпох. Археологическая коллекция, национальная коллекция и коллекция Второй мировой войны.

## Образование

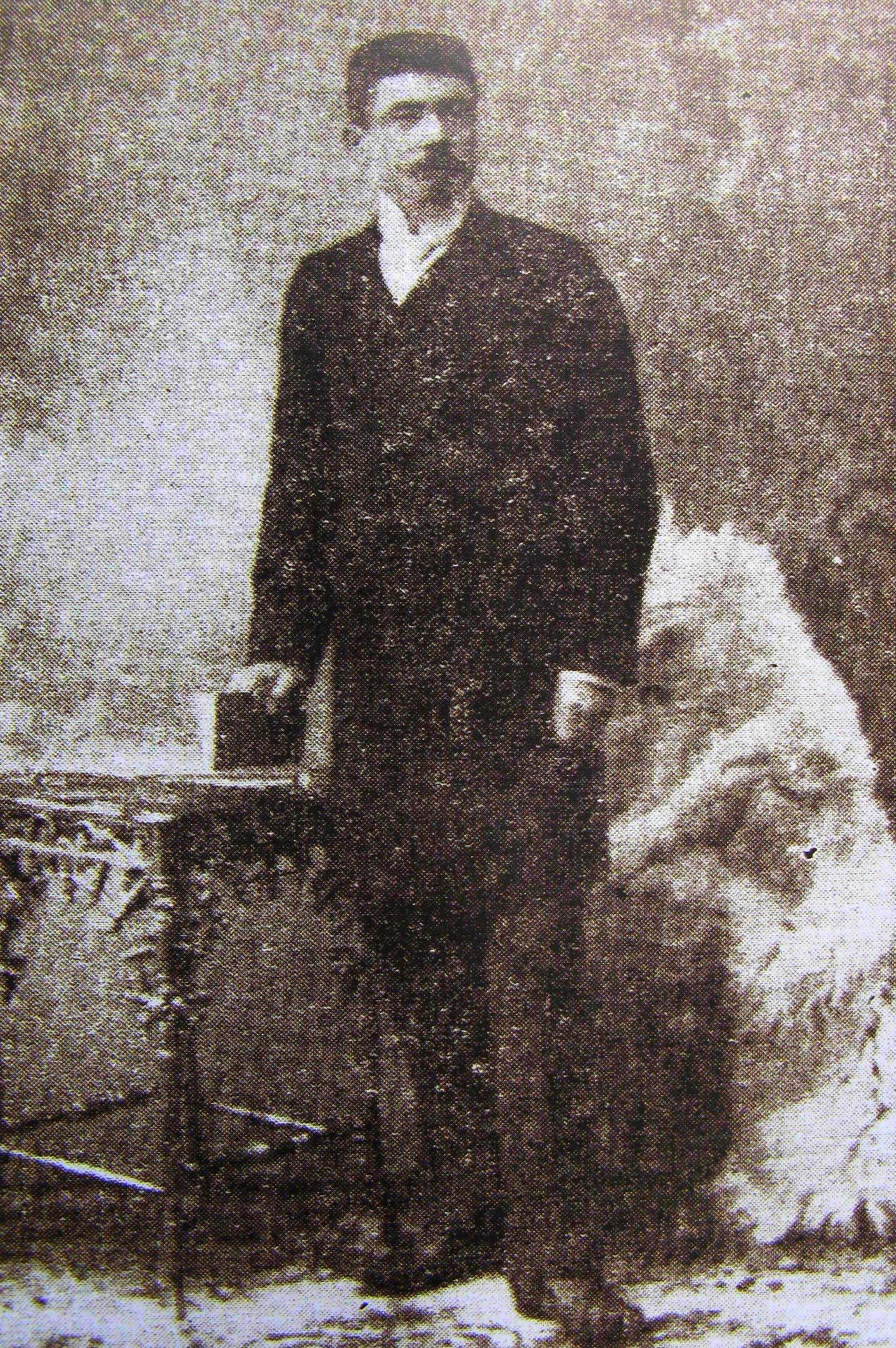
Проф. Танасий Пеятович Профессор и директор гимназии

Согласно письменным источникам, первая школа в городе была открыта при Свято-Троицком Плевском монастыре в 1745 году. Плевская Гимназия имени Танасия Пеятовича является старейшей сербской гимназии в Черногории. Создание сербской гимназии в Плевлe 1901 года представляет историческое событие образовательной и культурной жизни не только в Плевле но и в более широком регионе. До основания гимназии в Плевле, в Османской империи работали три сербских гимназии — в Скопье, Салониках и в Стамбулe. Её основателями были Королевство Сербия, Рашско-Призренская епархия и школьное сообщество Сербской Православной Церкви в Плевле.
Главной целью учреждения гимназии в Плевлe было создание культурно-образовательного центра, который долженствовал служить рассадником сербской интеллигенции на принадлежащих туркам сербоязычных землях, а также — противовесом Aвстро-Bенгерским политической пропаганде и культурному влиянию (через казармы австро-венгерского гарнизона в Плевлe).

## Спорт
В городе базируется ФК «Рудар», основанный в 1920 году. На текущий момент это один из лучших клубов в Черногории. Чемпион Черногории 2010 и 2015 года, трижды обладатель кубка Черногории, участник Лиги чемпионов и Лиги Европы.

## Транспорт
Город соединён автомобильными дорогами с Белградом, Сараевом и Подгорицей